# حاسی دلاعه
حاسی دلاعه (به عربی: حاسی دلاعة) یک شهرداری در الجزایر است که در استان الاغواط واقع شده‌است. حاسی دلاعه ۶٬۹۳۰ نفر جمعیت دارد.